# Erin Cleaver
Erin Cleaver (Tamworth, 6 de fevereiro de 2000) é uma atleta paralímpica australiana com paralisia cerebral. Cleaver defendeu as cores da Austrália competindo no atletismo dos Jogos Paralímpicos do Rio de Janeiro, em 2016, onde obteve a medalha de bronze no revezamento 4 x 100 metros feminino. Na prova, a equipe australiana era composta por, além de Erin, Brianna Coop, Jodi Jones-Elkington, Isis Holt, Torita Isaac e Ella Azura Pardy.

## Detalhes
Cleaver nasceu com paralisia cerebral hemiplegia direita, que afeta o movimento no seu braço direito e na sua perna.